# Satisfied (Rita Coolidge)
| Recensione | Giudizio |
| ---------- | -------- |
| AllMusic   | [ 1 ]    |

Satisfied è un album discografico di Rita Coolidge, pubblicato dalla casa discografica A&M Records nel settembre del 1979.
L'album raggiunse la novantacinquesima posizione della classifica statunitense The Billboard 200, il singolo I'd Rather Leave While I'm in Love si classificò al #3 della Chart Adult Contemporary, al #32 della classifica Country Singles ed al #38 di The Billboard Hot 100 mentre One Fine Day fu #66 nella Chart The Billboard Hot 100

## Tracce
Lato A
1. One Fine Day – 4:00 (Gerry Goffin, Carole King)
2. The Fool in Me – 4:21 (Dave Loggins, Randy Goodman)
3. Trust It All to Somebody – 4:11 (Donna Weiss, Lenny Macaluso)
4. Let's Go Dancin' – 5:19 (Booker T. Jones)

Lato B
1. Pain of Love – 4:00 (Johnny Bristol)
2. I'd Rather Leave While I'm in Love – 3:28 (Carole Bayer Sager, Peter Allen)
3. Sweet Emotion – 4:08 (Priscilla Jones)
4. Crime of Passion – 4:57 (Mary Unobsky, Danny Ironstone)
5. Can She Keep You Satisfied – 4:46 (Rita Coolidge, Priscilla Jones)

## Formazione
- Rita Coolidge - voce, cori
- Booker T. Jones - tastiera, cori
- Mike Utley - tastiera
- Sammy Creason - batteria
- Fred Tackett - chitarra
- Tommy McClure - basso
- Stephen Bruton - chitarra
- Dennis Belfield - basso
- Dean Parks - chitarra
- Bob Glaub - basso
- Jim Keltner - batteria
- Dorothy Ashby - arpa
- Michael McDonald, Donny Gerrard, John Seiter, Priscilla Coolidge-Jones - cori
- Jules Chaikin - conduttore musicale

Note aggiuntive
- David Anderle e Booker T. Jones - produttori
- Ellen Vogt - assistente alla produzione
- Registrazioni effettuate al Sunset Sound Studios di Los Angeles, California
- Ron Hitchcock e Peggy McCreary - ingegneri delle registrazioni
- Mixato al Sunset Sound Studios di Los Angeles, California
- David Anderle con Peggy McCreary - ingegneri del remixaggio
- Masterizzato da Mike Reese al The Mastering Lab di Hollywood, California
- Roland Young - art direction
- Chuck Beeson - album design
- Francesco Scavullo - fotografie[4]